# Estación de Cinco Casas
Cinco Casas es una estación ferroviaria situada en el municipio español de Alcázar de San Juan, en la provincia de Ciudad Real, comunidad autónoma de Castilla-La Mancha. Dispone de servicios de media distancia operados por Renfe.

## Situación ferroviaria
La estación forma parte de la línea férrea de ancho ibérico Alcázar de San Juan-Cádiz, situada en el punto kilométrico 174,0. Se encuentra a 653 m de altitud, en un tramo de vía doble electrificado entre las estaciones de Marañón y Herrera de la Mancha. Antiguamente, la estación también fue la cabecera de la línea Cinco Casas-Tomelloso, hoy en día desaparecida.

## Historia
El ferrocarril llegó a la zona el 1 de julio de 1860 cuando la compañía MZA puso en funcionamiento el tramo Alcázar de San Juan-Manzanares de la línea que buscaba unir la primera con Ciudad Real. Inicialmente la estación recibió como nombre el de «Argamasilla de Alba», para luego pasar a llamarse «Argamasilla-Tomelloso». En 1914 se inauguró un ramal que partía de la estación, la línea Cinco Casas-Tomelloso, de 19 kilómetros de longitud. Como resultado, las instalaciones pasaron a convertirse en un nudo ferroviario de relevancia menor y fueron renombradas como «Cinco Casas». 
En la década de 1920, ante la congestión que sufría la estación de mercancías de Alcázar de San Juan, MZA llegó a valorar la posibilidad de instalar en Cinco Casas unas nuevas instalaciones de clasificación y ampliar la línea de Tomelloso hasta Río Záncara. Debido a su elevado coste, la idea fue finalmente desechada en favor de una nueva estación al norte de Alcázar de San Juan. En 1941, con la nacionalización de los ferrocarriles de ancho ibérico, las instalaciones pasaron a manos de RENFE.  
El 17 de diciembre de 1946 tuvo lugar un grave accidente ferroviario en el recinto de la estación. El expreso Madrid-Algeciras descarriló tras chocar contra un tren de mercancías. El suceso se saldó, según la versión oficial, con 20 muertos y más de 70 heridos.
El 30 de septiembre de 1960 llegó la electrificación a la estación, al completarse el tramo Alcázar de San Juan-Santa Cruz de Mudela. No obstante la electrificación hasta Madrid no llegaría hasta 1963. En 1970 la línea Cinco Casas-Tomelloso fue clausurada al tráfico de pasajeros,  quedando limitada a los trenes de mercancías. Finalmente, el 1 de enero de 1985 se clausuró este pequeño ramal, aunque las vías no fueron levantadas hasta 1995. Esto supuso que la estación de Cinco Casas perdiera importancia dentro del contexto de la red ferroviaria española.
Desde enero de 2005, con la extinción de RENFE, Adif es la titular de las instalaciones mientras que Renfe Operadora explota las infraestructuras.

## Servicios ferroviarios

### Media Distancia
Los servicios de media distancia que ofrece Renfe tienen como principales destinos Madrid, Ciudad Real y Alcázar de San Juan.
| Línea MD | Trenes | Origen              | Observaciones | Destino          |
| -------- | ------ | ------------------- | ------------- | ---------------- |
| 58       | MD     | Jaén                | LMXJV         | Madrid-Chamartín |
| 58       | MD     | Ciudad Real         | Diario        | Madrid-Chamartín |
| 45/58    | MD     | Alcázar de San Juan | Diario        | Ciudad Real      |